# Matador (série télévisée)
Cet article concerne la série télévisée danoise. Pour la série télévisée américaine, voir Matador.
Pour les articles homonymes, voir Matador (homonymie).

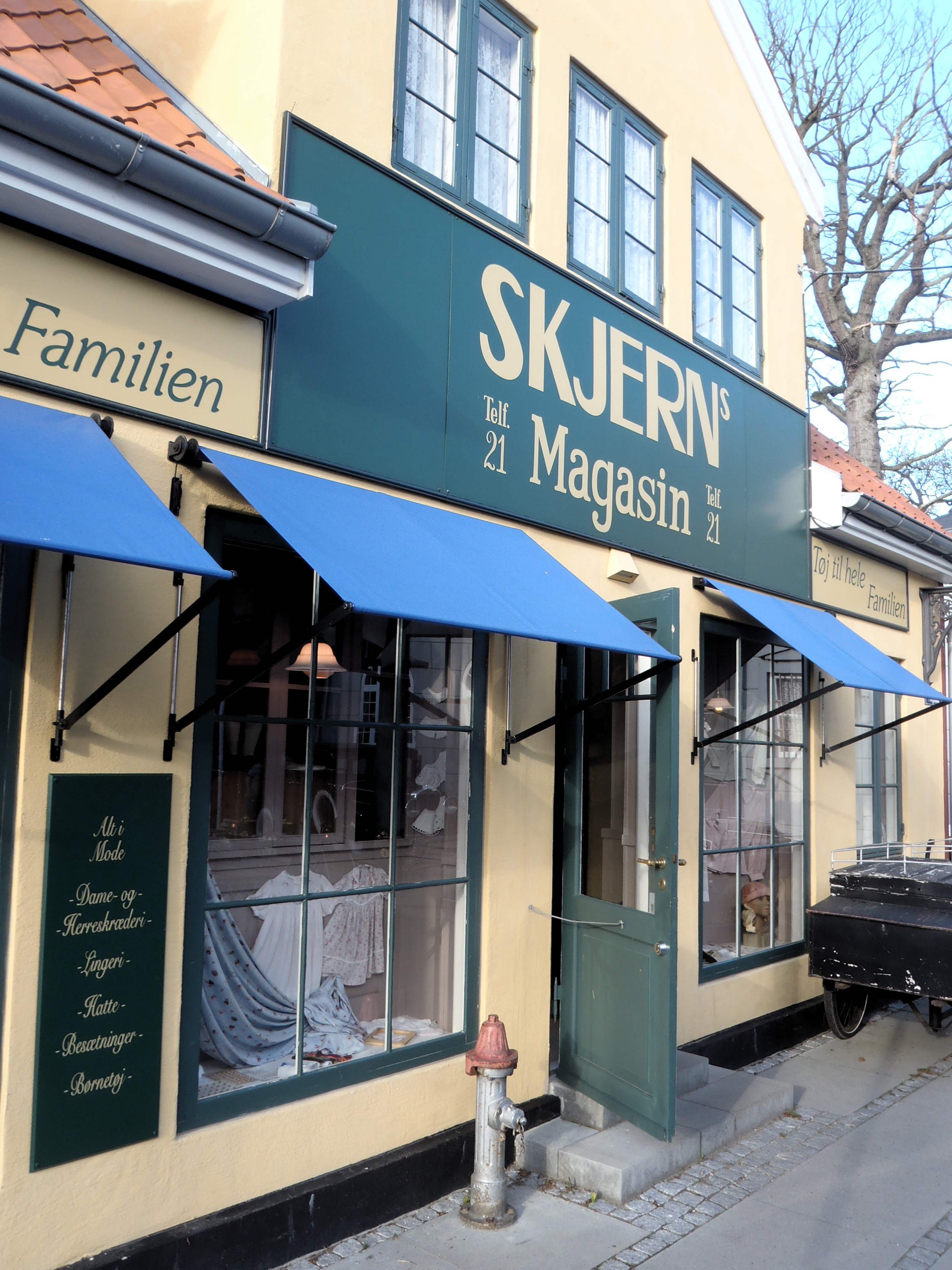
Franchise Matador : une copie de Skjerns Magasin construite sur Dyrehavsbakken.

Matador est une série télévisée danoise en 24 épisodes réalisée par Erik Balling, diffusée entre 1978 et 1981. Le scénario est de Lise Nørgaard et la musique de Bent Fabricius-Bjerre.
Matador est une fresque dépeinte et inspirée de l'Histoire sociale danoise du milieu du XXe siècle dans une ville de province imaginaire, entre l'arrivée de la Grande Dépression des années 1930 et l'occupation allemande au Danemark.
La série a été reproduite en pièce et musique en 2007 à Copenhague où elle a reçu un accueil chaleureux du public danois.
Les acteurs et actrices qui jouent dans Matador sont parmi les plus célèbres de cette époque au Danemark, comme Ghita Nørby qui a aussi joué dans de nombreux films du réalisateur suédois Ingmar Bergman.
Il faut noter aussi que « Matador » est le nom du Monopoly au Danemark.